# Lenny Dee
Pour les articles homonymes, voir Lenny et Dee.
Lenny Dee est un producteur et DJ américain de techno hardcore. Dee décrit sa musique actuelle comme « de l'industrial hardcore, de la techno américaine et de techno européenne, ou un mélange des deux : de l'industrial techno. »
Lenny Dee est considéré par la presse spécialisée comme l'un des « pionniers de la techno new-yorkaise. » Au fil de sa carrière, Lenny Dee a joué dans le monde entier en passant des États-Unis à l'Australie, de l'Europe de l'Ouest à l'Europe de l'Est, en Russie, au Japon et en Amérique du Sud. Il a joué dans de nombreuses grandes soirées comme la Love Parade de Berlin, à Mayday en Allemagne, la Techno Parade de Paris, à Tribal Gathering au Royaume-Uni, au Woodstock 2000 et au Jane’s Addiction Reunion Tour aux États-Unis.

## Biographie

### Débuts
Leonardo Desiderio est un natif de Brooklyn, New York, aux États-Unis. Il se lance officiellement dans une carrière de disc jockey local en 1984 dans un roller disco de Brooklyn, le Roll-A-Palace, à l'âge de 17 ans,. Il se concentre initialement sur les genres musicaux disco, EBM, hi-NRG, et house. En 1985, il enregistre une première session musicale intitulée Knights of the Turntablese, composée de boucles et de scratching, puis effectue, à l'aide d'un échantillonneur Akia S900, entre 12 et 14 enregistrements par an,.
La carrière de Desiderio prend un nouveau tournant lorsqu'il collabore avec un autre natif de Brooklyn et désormais légende de la techno, Frankie Bones. Leurs chansons sont catapultées dans les classements musicaux britanniques, en particulier Looney Tunes en 1989. Les deux compères, qui composent à partir de boucles et d'échantillons sonores, parviennent également à percer dans la scène dance britannique grâce à un style musical rythmé. Desiderio explique que : « On faisait nos petites affaires, et ça nous a surpris de voir qu'on a atteint les classements britanniques avec nos titres Looney Tunes (XL-Recordings). J'ai aussi travaillé pour Fourth Floor, Nu Groove, R&S, Netwerk Record, et Def Mix Productions. »
Desiderio met brièvement un terme à sa carrière pour ainsi achever ses études d'ingénierie sonore à la New York City’s Institute of Audio Research. Il atteint ainsi les prestigieux studios Skyline, autrefois repère de son idole, le chanteur et auteur-interprète Nile Rodgers également producteur d'artistes et groupes populaires tels que Chic, Madonna et David Bowie. Desiderio quitte Skyline afin de travailler pendant trois ans aux côtés d'Arthur Baker, le propriétaire des Shakedown Studios et producteur de Soulsonic Force. Il devient l'assistant de production de Baker, et travaille sur plusieurs projets musicaux des New Order, Brooklyn Funk Essentials et d'Al Jarreau notamment. À cette période, Desiderio fait la rencontre du producteur de musique house Victor Simonelli. Les deux se rejoignent de nouveau dans les studios de Nu Groove et Netwerk Records au Royaume-Uni, et travaillent pour la société Def Mix Productions dirigée par David Morales.

### Popularisation internationale
En 1989, les exploits musicaux de Lenny l'amènent à se populariser en Europe, et sa carrière prend de nouveau une autre tournure. Ses talents de disc jockey lui valent le privilège d'être considéré par la presse écrite comme l'un des « meilleurs DJ internationaux de techno. »
Dans les années 1990, Lenny Dee est récompensé dans la catégorie de « meilleur DJ techno au monde » aux Scottish Dance Music Awards. Frontpage Magazine le sacre « DJ international de l'année. ». Dee est également bien accueilli par l'ensemble de la presse écrite comme DJ Times, Mixmag, Musik, et Mixer Magazine. Il apparaîtra d'ailleurs dans les années 1990 et 2000 au magazine néerlandais DJ Broadcast Mag, au magazine britannique MixMag (dans la catégorie de « hard DJ numéro un »), aux magazines allemands Groove et Raveline, et au magazine américain XLR8R.

### Lancement de la techno hardcore
Au début des années 1990, alors qu'il change d'orientation musicale, en passant de la house à la techno (une musique qu'il jouera à un tempo plus élevé), il fait la rencontre de Marc Acardipane dans un club appelé Sound Factory, en Allemagne. De retour quelque temps après, en Allemagne, Dee retrouve Acardipane, et ce dernier lui propose l'écoute d'une chanson qu'il a composée ; en retour, Dee lui explique son intention de démarrer un label discographique, et lui demande de ne pas hésiter. À cet instant, Acardipane lui fait écouter son titre, composé sous le nom de Mescalinum United, et Dee répond à cela « Marc, tu as réussi. Ça y est. C'est l'avenir. C'est là que tout se termine et que tout commence [...] J'ai le logo, j'ai l'idée du label, j'ai la distribution. Je ne ferai rien paraître avant d'avoir ce titre. Tu m'as donné le titre. On fera 50-50. Je ferai connaître cette putain de musique. Si je la fais paraître, ça va le faire. Tout va changer. »
Dee parvient alors à se populariser significativement dans la plupart des pays européens — dont l'Allemagne, le Royaume-Uni, la France et la Suisse — à l'aide d'un nouveau genre musical émergeant appelé techno hardcore, un genre pour lequel il restera à jamais considéré par la presse spécialisée et les fans du genre comme l'un des pères fondateurs, voir le père fondateur,,. En 1991, il fonde son propre label discographique appelé Industrial Strength Records, un label basé à New York et premier initialement spécialisé dans la techno hardcore. La toute première chanson techno hardcore au monde,,, est publiée en 1990 par le label et s'intitule We Have Arrived de Marc Acardipane, sous le nom de Mescalinium United. Au fil du temps et au début des années 2010, le label a vu défiler des pionniers musicaux tels que Carl Cox, Richie Hawtin, Laurent Garnier, les Daft Punk, DJ Paul, Manu le Malin, Oliver Chesler et Nasenbluten, et dénombre également plus de 750 titres.
Concernant la création du genre techno hardcore, Lenny Dee explique que : « ça ne s'appelait pas encore hardcore quand j'ai commencé à lancer le son. C'était toujours de la techno européenne. Renate du label R&S Records a attribué le nom au genre lors d'une soirée Mayday en Allemagne pendant que je jouais des chansons étiquetées ISR, certaines des premières chansons de Marc Arcadipane, mélangées aux miens, et à quelques chansons issues de labels allemands. Je les attachais ensemble, non stop, et ça donnait de la pêche à la musique. Quand c'était joué de cette manière, c'était hardcore c'est sûr. »

### Continuité
Avec Radium, ils sortent Noise Brulee au label français Audiogenic, et le clip Headbanger Boogie, première vidéo musicale forgeant le terme de « frenchcore ». En 2014, il participe à la diffusion du son hardcore en Amérique latine. Il est en concert à Bogota, avec Digit216, DJ Satronic. Il estime alors que « la Colombie est l'une des meilleures scènes mondiales. »
Il joue le 9 mars 2024 à la 2e édition du festival Mégawatts dans l'enceinte du Fort Pélissier, près de Nancy, en France.